# 미 앤 유
《미 앤 유》(이탈리아어: Io e te, 영어: Me and You)는 2012년 공개된 베르나르도 베르톨루치 감독의 이탈리아의 영화이다.
이 영화는 2012년 칸 영화제에서 경쟁 부문에서 제외되어 상영되었다. 이 영화는 2018년 11월 26일 사망하기 전 베르톨루치의 마지막 장편 영화였다.

## 줄거리
이탈리아 영화 '미 앤 유'는 내성적인 십 대 소년 로렌조가 주인공이다. 그는 타인과의 소통에 어려움을 느끼고 자기 내면에 더 집중하는 성격이다. 학교에서 단체로 스키 여행을 떠나는 기간 동안, 로렌조는 몰래 아파트 지하에 숨어 지내기로 한다. 하지만 그의 은둔 생활은 예기치 않은 이복 누나 올리비아의 방문으로 깨진다. 올리비아는 로렌조의 삶에 갑작스럽게 등장하여 그의 고독한 일상에 변화를 가져오고, 이로 인해 두 남매 사이의 복잡한 감정적 역학 관계가 형성된다. 이 영화는 이러한 고립된 공간에서 벌어지는 두 인물의 만남을 통해 성장통과 가족 관계의 의미를 탐구한다.

## 출연

### 주연
- 자코포 올모 안티노리
- 테아 팔코

### 조연
- 소니아 버가마스코
- 베로니카 라자르
- 피포 델보노
- 토마소 라그노
- 로돌포 코르사토

## 기타
- 원작자: 니꼴로 아만띠
- 프로듀서: 마리오 지아나니
- 미술: 진 라바세
- 세트: 신시아 슬레이터
- 세트: 레티지어 산투치
- 시각효과: 스테파노 마리노니
- 배역: 바바라 멜레가